# Kvistgård Station
Kvistgård Station er et dansk jernbanestation i stationsbyen Kvistgård i Nordsjælland.

## Historie
Qvistgaard (Kvistgaard) Station var sammen med Fredensborg Station de to oprindelige stationer på den del af "Den Nordsjællandske Jernbane" (hurtigt omdøbt til "Nordbanen" i daglig tale), som gik mellem Hillerød og Helsingør.
Placeringen af en station ved gården Qvistgaard skete ud fra en betragtning, at dels måtte den store Tikøb Kommune have en station, dels var det cirka midtvejs mellem Fredensborg og Helsingør, og der var  gode vejforbindelser til både Hørsholm, Helsingør, Humlebæk, Fredensborg, Tikøb og Hornbæk. 
Stationens første forstander var Andreas Green, der havde været ansat i Krigsministeriet, og hvis evner som jernbanemand næppe imponerede. Da stationen fik installeret telegrafapparat, var det overladt til Greens hustru at betjene det. Green blev hurtigt afløst af billettør Schaltz, der kom fra København.

## Antal rejsende
Ifølge Østtællingen var udviklingen i antallet af dagligt afrejsende: 
| År   | Antal | År   | Antal |
| ---- | ----- | ---- | ----- |
| 1984 | 155   | 1996 | 157   |
| 1987 | 222   | 1997 | 208   |
| 1990 | 207   | 1998 | 168   |
| 1991 | 265   | 2000 | 181   |
| 1992 | 177   | 2001 | 205   |
| 1993 | 177   | 2002 | 197   |
| 1995 | 220   | 2003 | 147   |